# Cacicus uropygialis
Cacicus uropygialis là một loài chim trong họ Icteridae.